# Лашам-Рибенн
Лашам-Рибенн (фр. Lachamp-Ribennes) — муніципалітет у Франції, у регіоні Окситанія, департамент Лозер. Лашам-Рибенн утворено 1 січня 2019 року шляхом злиття муніципалітетів Лашам i Рибенн. Адміністративним центром муніципалітету є Рибенн. Населення — 369 осіб (01.01.2021).